# مالک محمد
مالک محمد (انگلیسی: Malik Mohammed؛ زادهٔ ۱۳ آوریل ۱۹۸۹) بازیکن فوتبال اهل سودان است.
از باشگاه‌هایی که در آن بازی کرده‌است می‌توان به اشاره کرد.
وی همچنین در تیم ملی فوتبال سودان بازی کرده‌است.